# Liste de palais épiscopaux
Cette liste non exhaustive répertorie les principaux palais épiscopaux.

## Pays

### Belgique
- Palais épiscopal de Gand
- Palais des Princes-Évêques de Liège
- Palais épiscopal de Namur (aujourd'hui Palais provincial)

### Écosse
- Palais épiscopal de Kirkwall

### Espagne
- Palais épiscopal d'Astorga
- Palais épiscopal de Pampelune
- Palais épiscopal de Salamanque

### France

#### A
- Palais épiscopal d'Agde
- Palais épiscopal d'Agen
- Palais épiscopal d'Ajaccio
- Palais épiscopal d'Alan
- Palais épiscopal d'Albi, actuellement musée Toulouse-Lautrec
- Palais épiscopal d'Alès
- Palais épiscopal d'Alet-les-Bains
- Palais de l'Évêché d'Amiens
- Palais épiscopal d'Angers (dit Palais du Tau)
- Palais épiscopal d'Angoulême, actuellement musée d'Angoulême
- Palais épiscopal d'Annecy
- Palais épiscopal d'Apt
- Palais épiscopal d'Arras, actuellement hôtel de préfecture du Pas-de-Calais
- Palais épiscopal d'Auch, actuellement hôtel de préfecture du Gers
- Palais épiscopal d'Autun
- Palais épiscopal d'Auxerre
- Palais épiscopal d'Avranches

#### B
- Palais épiscopal de Bayeux (avant 1793)
- Palais épiscopal de Bayeux (concordataire)
- Palais épiscopal de Beauvais, actuellement musée départemental de l'Oise
- Palais épiscopal de Belley
- Palais épiscopal de Béziers
- Palais épiscopal de Blois
- Palais des évêques de Bourg-Saint-Andéol

#### C
- Palais épiscopal de Caen (résidence secondaire des évêques de Bayeux)
- Palais épiscopal de Cahors (concordataire), actuellement musée de Cahors Henri-Martin
- Palais épiscopal de Carcassonne
- Palais épiscopal de Carpentras
- Palais épiscopal de Castres
- Palais épiscopal de Chalon-sur-Saône
- Palais épiscopal de Chartres, aujourd'hui musée des Beaux-Arts
- Palais épiscopal de Clermont-Ferrand
- Palais épiscopal de Condom
- Palais épiscopal de Cosne-Cours-sur-Loire
- Palais épiscopal de Coutances

#### E-K
- Palais épiscopal d'Évreux, aujourd'hui musée d'Évreux
- Palais épiscopal de Fréjus
- Palais épiscopal de Grasse
- Palais épiscopal de Grenoble, actuellement musée de l'Ancien Évêché

#### L
- Palais épiscopal de Laon
- Palais épiscopal de La Rochelle, actuellement musée des Beaux-Arts
- Palais épiscopal de Lectoure, actuellement hôtel de ville de Lectoure
- Palais épiscopal de Lescar
- Palais épiscopal de Limoges, actuellement musée de l'Évêché de Limoges
- Palais épiscopal de Lisieux
- Palais épiscopal de Luçon

#### M
- Palais épiscopal du Mans, actuel Musée de Tessé
- Palais épiscopal de Marseille
- Palais épiscopal de Meaux, actuellement occupé par le musée Bossuet
- Palais épiscopal de Mende, actuel Hôtel de préfecture de la Lozère
- Palais épiscopal de Mirepoix
- Palais épiscopal de Montauban, actuellement musée Ingres
- Palais épiscopal de Montpellier
- Palais épiscopal de Maurienne

#### N
- Palais épiscopal de Nevers, actuellement palais de justice de Nevers ;
- Palais épiscopal de Nîmes, actuellement musée du Vieux Nîmes ;
- Palais épiscopal de Noyon, actuellement musée du Noyonnais.
- Palais épiscopal de Novgorod

#### O–R
- Palais épiscopal d'Orléans ;
- Palais épiscopal de Paris ;
- Palais épiscopal du Puy-en-Velay ;
- Palais épiscopal de Quimper, actuellement musée départemental breton ;
- Palais épiscopal de Reims actuellement un musée ;
- Palais épiscopal de Rodez.

#### S
- Palais épiscopal de Saint-Dié, dit Palais de la Galazière
- Palais épiscopal de Saint-Flour
- Palais épiscopal de Saint-Jean-de-Maurienne, actuellement hôtel de ville
- Palais des Évêques de Saint-Lizier
- Palais épiscopal de Saint-Omer
- Palais épiscopal de Saint-Papoul
- Palais épiscopal de Saint-Pol-de-Léon
- Palais épiscopal de Saint-Pons-de-Thomières
- Palais épiscopal de Sarlat-la-Canéda
- Palais épiscopal de Sées
- Palais épiscopal de Senlis, actuel Musée d'art et d'archéologie de Senlis
- Palais épiscopal de Soissons
- Ancien palais épiscopal de Strasbourg (dit Palais Rohan)
- Palais épiscopal de Strasbourg (actuel)

#### T
- Palais épiscopal de Tarentaise.
- Palais épiscopal de Toul, actuel Hôtel de ville de Toul.
- Palais épiscopal de Toulon.
- Palais épiscopal de Tréguier.
- Palais épiscopal de Troyes.

#### U–Z
- Palais épiscopal d'Uzès
- Palais épiscopal de Vabres-l'Abbaye
- Palais épiscopal de Verdun, actuellement centre mondial de la paix
- Palais épiscopal de Viviers

### Grèce
- Palais épiscopal de Mistra, actuellement musée archéologique

### Italie
- Palais épiscopal de Parme

### Pologne
- Palais épiscopal de Cracovie

### Portugal
- Palais épiscopal de Braga
- Palais épiscopal de Porto

### République Tchèque
- Palais épiscopal de Kroměříž

### Roumanie
- Palais épiscopal d'Oradea

### Serbie
- Palais épiscopal de l'éparchie de Bačka
- Palais épiscopal de Vršac

### Slovaquie
- Palais Épiscopal d'Été